# 湖北美术学院
湖北美术学院，简称湖北美院，亦简称湖美。原址坐落于武汉长江之滨、武昌蛇山北麓的昙华林，是华中地区唯一的一所专门高等美术学府，中国八所美术学院之一。现迁址至江夏区藏龙岛。为本科和研究生学历教育的高等美术院校，隶属湖北省人民政府，主管部门为湖北省教育厅。

## 学院概况
湖北美术学院的前身是创办于1920年的“私立武昌艺术专科学校”。1949年，武昌艺专并入中原大学，之后又并入湖北教育学院和华中师范学院。1977年恢复原校名——湖北艺术学院，分美术与音乐两部。1985年，经国家教育委员会批准，美术分部独立建院，定名为“湖北美术学院”。

## 院系设置
学院设置有国画系、油画系、版画系、雕塑系、壁画系、设计系、工业设计系、服装系、环艺系、美术教育系、美术学、艺术设计学院、动画学院等本科系别。专科专业有产品造型设计、动漫、纺织品、服装表演、服装设计、广告设计、环艺、视传、室内设计技术等。

## 传统

### 校训
崇德、笃学、敏行、致美

### 校风
说诚信话，行诚信事，做诚信人

### 校歌
校歌始创于一九三二年，歌词体现了学校以弘扬中华文化为己任。